# Харківський IT Кластер
Харківський ІТ Кластер (англ. Kharkiv IT Cluster) — IT Кластер, заснований у Харкові у 2015 році. Це громадська неприбуткова idea-based організація, яка об'єднує представників освіти, державної влади та ІТ-компаній задля розвитку середовища для технологічного бізнесу в регіоні. Форма організації громадська спілка "Харківський кластер інформаційних технологій".

## Історія
Kharkiv IT Cluster — це спільнота, що змінює IT-ландшафт Харкова та України.

### 2015—2016: створення системи правового захисту IT-компанії, платформи для нетворкінгу, налагодження міжнародних партнерств
Компанії AltexSoft, Insart, Promodo, Sloboda Studio, Telesens і Videal об'єднали зусилля та створили Харківський ІТ Кластер На кінець 2015 року до Кластера входила 21 компанія.
Під час створення Харківський IT Кластер взяв на себе ініціативу комплексного вдосконалення ІТ-екосистеми міста. Кластер виступив організатором зустрічі представників ООН зі студентами Харкова ІТ-напряму
.

### 2017—2018: організація 300 заходів та першого глобального дослідження харківської ІТ-індустрії — Kharkiv IT Research
- організував студентський хакатон на тему Smart city, Smart house
- ініціював прес-конференцію в межах інформаційного проєкту IT Flight, присвяченого розширенню прямого авіасполучення Харкова з іншими містами;
- ініціював програму лояльності IT Loyalty разом із компанією ITomych Studio, провів Міжнародний освітній форум NewEdu: Tech in Focus[10], долучився до проєкту Smart City[10] та реалізував проєкт Smart Village.
- спільно з партнерами PricewaterhouseCoopers та IRS-group провели аналіз харківського IT-ринку з метою прогнозування його зростання, оцінки ефективності індустрії в регіоні та визначення вектору розвитку.[11]

### 2019: запуск першої регіональної системи лояльності, створення нетворкінг-майданчика для C-level
- Проведено дослідження ІТ-ринку Kharkiv IT Research 2.0[12].
- Створено проєкт підтримки неформальної ІТ-освіти Hard Skills Exam для зміцнення відносин ІТ-компаній та освітніх закладів Харківського регіону.
- Реалізовано проєкт Smart Village, приєднання до проєкту Smart City.

### 2020: створення екосистеми благодійних проєктів IT4Life, мобілізація ресурсів та зусиль під час пандемії COVID-19.
- Створено проєкт IT4Life, який з часом переформатували на благодійний фонд.
- За підтримки Департаменту науки і освіти Харківської обласної державної адміністрації проведено зустріч заступника Міністра освіти і науки України Стадного Є. А. з освітнім комітетом Kharkiv IT Cluster, керівниками закладів вищої освіти м. Харкова, представниками бізнесу, роботодавцями.[13]
- Приєднання до міської програми Smart City.[14]
- Участь у бізнес-сніданку з Михайлом Саакашвілі, головою організації «Офіс простих рішень і результатів», і представниками бізнесу в Харкові.
- Харківський IT Кластер представляли члени Наглядової ради Едуард Рубін та Олексій Холоденко, а також виконавча директорка Кластера Ольга Шаповал.[15]
- Харківський ІТ Кластер провів B2B-захід IT Forum Latvia.[16]

За 2015—2020 роки — Харківський ІТ Кластер реалізував проєкти:
- Kids2IT[10][17]
- Legal Support
- IT Visa Support
- Вебінари IT Marketing Talk
- IT Legal Talk
- IT Finance Talk[18]
- Kharkiv IT Unicorns.[7] — освітній проєкт підтримки студентських стартапів
- Open IT — серія освітніх воркшопів для майбутніх студентів
- Easy2start IT Career[10] — проєкт для студентів випускних курсів і молодих спеціалістів
- Kharkiv IT Research[10]

### 2021—запуск вебпорталу для абітурієнтів, проєкту «Сертифікація ІТ-дисциплін», проведення масштабного B2B-заходу IT Forum Latvia.
- Запуск веб-порталу для абітурієнтів [19] та проєкт IT4MEDIA [20].
- Участь у циклі закритих онлайн-подій для європейських організацій EU4Digital ICT Innovation [21].
- Запуск проєкт "Сертифікація ІТ-дисциплін" для покращення державної ІТ-освіти[22].
- Круглий стіл реалізації проєкту «Президентський університет» за участю Міністра освіти і науки Шкарлет Сергій Миколайович, Харківський національний університет імені В. Н. Каразіна, представників освіти та Харківського ІТ Кластера.
- Участь у впровадженні Дія City [23].
- Створення професійних спільнот: HR COMMUNITY[24] та PR COMMUNITY[25].

### 2022— рік незламності та розвитку, рік початку повномасштабної війни.
Кластер продемонстрував силу та стійкість, евакуюючи тисячі айтівців та їхні родини, захищаючи цифровий простір, досліджуючи та підтримуючи український ІТ-бізнес: від забезпечення компаній Starlink до бронювання сотень IT-фахівців. Kharkiv IT Cluster зміцнив партнерство із регіонами, посилив співпрацю з ХОВА та запустив механізм локального бронювання. Спільнота збільшується вдвічі та стає частиною Консорціуму EEN-Ukraine.
- Запуск проєктів Tech Women CommunITy для жінок на керівних посадах в ІТ[26] та Інвестиційний клуб[27].
- Розширення благодійного напряму проєкту IT4Life для реагування на гуманітарну кризу внаслідок початку повномасштабної війни росії проти України.
- Зустріч Наглядової Ради Харківського ІТ Кластера з Головою Харківської ОВА Синєгубов Олег Васильович з питання бронювання ІТ-фахівців від мобілізації[28].
- Проведено дослідження українського ІТ-бізнесу під час війни [29] спільно з асоціацією ІТ Ukraine та іншими українськими ІТ-кластерами.
- Обговорення валютного режиму від Національний банк України і розробка конкретних компенсаторних механізмів для збереження людського капіталу та умов сталого розвитку ІТ-індустрії в Україні.
- Проведення ряду зустрічей, спрямованих на юридичну підтримку українських ІТ-фахівців, що вимушено опинились за кордоном [30].
- Підписання Меморандуму про Партнерство та створення простору найбільшого сприяння [31] спільно з Рівненська обласна державна адміністрація та Рівненським ІТ Кластером.
- Залучення мемберів Харківського ІТ Кластера до проєкту від Міністерство цифрової трансформації України "IT Generation" [32].
- Виступ з презентацією “ІТ-індустрія до та під час війни. Ключові точки розвитку” на зустрічі робочої групи архітекторів, які працюють над проєктом відновлення Харкова після війни за підтримки барона Нормана Фостера.
- Проведено закритий івент для С-Level про те, як готуватися до складної зими [33].
- Підписав меморандум з Полтавською ОВА для розвитку комфортного середовища для тимчасово релокованого ІТ-бізнесу на Полтавщині [34].
- Створення плану ключових векторів розвитку Kharkiv IT Cluster на 2023 рік.
- Інтеграція до простору 70 країн у консорціумі EEN-Ukraine[35][36].
- Започаткування першого Хаб ІТ-Незламності в Полтаві та в Харкові [37] разом з компаніями-учасниками.
- Проведено Загальні Збори 2022 від Kharkiv IT Cluster, на якому підбили підсумки 2022 року [38]. Запрошеним гостем на івенті був Віце-прем'єр-міністр — Міністр цифрової трансформації України Михайло Федоров.

### 2023— рік стратегічних партнерств і розвитку української ІТ-галузі.
Спільнота працювала над інноваційним відновленням Харкова, брала участь у регіональних форумах, підписувала партнерства та впроваджувала ініціативи. Ми розгорнули хаби IT-незламності та запустили програму лояльності «IT Community». Кластер підписав меморандуми з Міністерством освіти та Науковою асоціацією кібербезпеки, що зміцнило нашу позицію в інноваційній сфері. Також за підтримки Програми USAID «Конкурентоспроможна економіка України» реалізував проєкт «IT Cluster in the Cloud», об'єднавши понад 600 IT-компаній для збереження та розвитку галузі.
- Перезапуск проєкту «Сертифікація ІТ-дисциплін».
- Участь у пілотному проєкту Мінцифри, МОН та EU4DigitalUA  «Оновлена інформатика — ІТ-студії».
- Сформовано і надано рекомендації щодо критеріїв, за якими здійснюється визначення підприємств, установ та організацій, які мають важливе значення для галузі національної економіки у сфері цифровізації.
- Перша установча зустріч групи учасників-експертв від Kharkiv IT Cluster для спільної роботи з відновлення міст.
- Спільно з IT Ukraine та Lviv IT Cluster провели зустріч з питань бронювання та виїздів за кордон.
- Участь у стратегічній сесії Tech Industry у проєкті програми USAID «Конкурентоспроможна економіка України». Разом з Мінцифри України, Lviv IT Cluster, IT Dnipro Community, Львівська міська рада, IT Ukraine Association, Ukrainian Startup Fund, CfE Accelerator.
- Зустріч наглядової ради Kharkiv IT Cluster та міського голови, Ігоря Терехова.
- Голова наглядової ради, Олександр Медовой, та Ольга Шаповал стали учасниками зустрічі з Мінцифри з питань формування апеляційної комісії Дія Сіті.
- Участь у бізнес-форумі «Коаліція бізнес спільнот за модернізацію України», де виконавча директорка Ольга Шаповал виступила про наявні виклики ІТ-бізнесу та вектори розвитку України у теперішніх надскладних умовах.
- Ольга Шаповал долучилася до панельної дискусії «Навчальний рік попри кризу: результати, виклики та перспективи» у рамках IT Ukraine Education Summit 2023.
- Зустріч із колегами з Ради Коаліції бізнес-спільнот у Харкові, щоб оговорити пропозиції економічного відновлення міста.
- Виконавча директорка Ольга Шаповал виступила на Регіональному форумі «Освіта. Наука. Бізнес» у ХНУ ім. В.Н.Каразіна.
- Ольга Шаповал взяла участь у міжнародному заході: EEN INTERNATIONALISATION ACADEMY (Турин, Італія).
- Олександр Колб та Дмитро Яковлєв, представники Наглядової ради Kharkiv IT Cluster, зустрілися із Юлією Свириденко, віцепрем’єр-міністром — Міністром економіки України, для обговорення важливих для бізнесу питань.
- Зустріч Kharkiv IT Cluster, торгово-промислової палати Кремнієвої долини[en] та делегації з мерії міста Альбукерке[en]. Зі сторони Харківського ІТ Кластера присутні були: Promodo, ARPO, Sigma Software, SoftServe, SevenPro, VERNA, EPAM Ukraine, AltexSoft, CodeIT, Scalarr.
- Ольга Шаповал виступила на конференції «Europe - Poland - Ukraine. Rebuild Together» — масштабний захід команди ZPP.
- Підписання договору про інфопартнерство із Pro Progressio — найпопулярнішим бізнес-медіа Польші.
- Ольга Шаповал провела декілька зустрічей по GR з іншими Кластерами з питань бронювання та виїзду за кордон.
- Виконавча директорка Ольга Шаповал, відвідала засідання «Коаліції галузевих та бізнес-спільнот Харкова», де вирішували критичні для ІТ-бізнесу питання. На зустрічі Коаліції була присутня народна депутатка України Кінзбурська Вікторія.
- Ольга Шаповал взяла участь у івенті «Розвиток інновацій в технологічному ландшафті України» від SET University x UC Berkeley Fisher Center.
- Ольга Шаповал взяла участь у TechShelter: «Панельна дискусія Diia.City: space to grow».У Києві відбувся Інвестиційний Форум,, присвячений відновленню м. Харків та його трансформації у Смарт Сіті. У брейн-штормінгу та формуванні проєкту брали участь 20 компаній-учасниць Kharkiv IT Cluster.
- Зустріч з Financial Times в Харкові про те, як живе IT-галузь у Харкові під час війни.
- Участь в нараді Мінекономіки, Мінцифри, Генштабу, українських асоціацій та кластерів, що стосувалась запуску ініціативи Є-бронювання.
- Зустріч з Фондом Сергія Притули. Обговорили, як поєднання наших зусиль зможе надати більше ефективності для захисників Харківщини.
- Проведено Річні Загальні Збори 2023. Начальник Харківської ОВА Олег Синєгубов долучився до заходу від Харківського ІТ Кластеру, де вони підбили підсумки роботи в регіоні за 2023 рік. Олег Синєгубов підкреслив, що задля допомоги захисникам наступного року продовжиться співпраця з Kharkiv IT Cluster.  Міський голова Ігор Терехов також взяв участь у  Загальних Зборів Кластера, на якому подякував айтівцям та наголосив на стратегії повернення ІТ-спеціалістів додому. Під час онлайн-виступу голова наглядової ради Kharkiv IT Cluster Олександр Медовий, CEO  AltexSoft розповів про успіхи у 2023 році.
- Підписання меморандуму із МОН.

### 2024— рік глобальних викликів та міжнародного визнання.
Kharkiv IT Cluster ініціює зміни в законодавстві, зокрема щодо мобілізації та бронювання ІТ-спеціалістів, бере участь у національних форумах та виступає на міжнародних платформах, таких як Hannover Messe у Німеччині, Export Alliance APPAU в Чехії та European Cluster Conference в Брюсселі та інших. Роль спільноти у зміцненні та розвитку ІТ-галузі отримує визнання як на національному, так і на міжнародному рівні.
- спільно з ХАІ, ХНУРЕ, Офиісом реформ та Business Hub Kharkiv посів перше місце у Національному відборі до мережі Європейських цифрових іноваційних хабів (ЄЦІХ) у рамках програми ЄС "Цифрова Європа"
- IТ Ukraine Association, Kharkiv IT Cluster и Lviv IT Cluster вийшли з консолідованою позицією Tech-индустрии по законопроєкту №10449 від 30.01.2024 "Про мобілізацію" та заявили, що урядовий законопроєкт №10449 про мобілізацію потребує доопрацювання, а також підготували та надіслали низку пропозицій щодо усунення неконституційних норм, котрі негативно впливають на бізнес.
- Консорціум за лідерства Kharkiv IT Cluster посів першу сходинку у Національному відборі до мережі Європейських цифрових інноваційних хабів (ЄЦІХ) у межах програми ЄС «Цифрова Європа».
- Спільнота Kharkiv IT Cluster і команда Мінцифри зустрілися офлайн у Харкові, щоб обговорити проблемні питання галузі: бронювання, виїзди за кордон, Diia.City та розвиток стартапів.
- Kharkiv IT Cluster долучився до міжнародної офлайн-конференції Kharkiv Underground Education, яка стала чудовою можливістю для пошуку співпраці, об’єднань та втілення ідей.
- У Харкові відбулася довгоочікувана зустріч молоді з командою Міністерства цифрової трансформації України для обговорення потенціалу Харківщини в цифровій сфері.
- Kharkiv IT Cluster & Університет митної справи об'єднали зусилля, уклавши Меморандум про співпрацю з метою зміцнення інноваційного освітнього середовища в регіоні.
- Стійкість спільноти Kharkiv IT Cluster була відмічена  відомими міжнародними виданнями — Financial Times та TechCrunch.
- Харківський міський голова Ігор Терехов повідомив, що у Харкові спільно з громадською організацією «Харківський ІТ Кластер» у співпраці з Агентством США з міжнародного розвитку (USAID) розробляють проєкт Ситуаційного центру — програмне забезпечення для диференційованої системи оповіщення про повітряну тривогу.
- Kharkiv IT Cluster розширює коло співпраці, підписує договір про співпрацю з Комунальним закладом Харківська обласна Мала академія наук Харківської обласної ради», Надвірнянським коледжем, Університетом митної справи та фінансів, Національним юридичним університетом імені Ярослава Мудрого, освітніми закладами Запоріжжя та новим бізнес-партнером Strategy Area.
- Kharkiv IT Cluster та компанії-учасниці спільноти продовжують допомагати ЗСУ та постраждалим в рамках благодійного проєкту IT4Life.
- Kharkiv IT Cluster продовжує освітній та профорієнтаційний розвиток молодих талантів (Junior Club, Parents2IT, Guest Edu, Legal Talk, Kids2IT, Hard Skills Exam, TECH EDU UP, Teachers2IT, Open IT, ProfClub, Boot Camp 2024, Марафон ІТ-університетів, Практика студентів, кар'єрні консультації, Портал абітурієнта).
- Kharkiv IT Cluster започатковує проєкт RazomTech для ветеранів ЗСУ задля інтеграції в ІТ.
- Відбувся запуск проєкту «Волонтерська картка харків’янина» за підтримки компанії Quantum та Kharkiv IT Cluster спільно з Офісом Реформ Харкова.
- Відбулась зустріч регіональних ІТ-кластерів із Міністром цифрової трансформації Михайлом Федоровим, де Kharkiv IT Cluster завжди долучається до активного діалогу із владою задля захисту інтересів IT-спільноти та формування розвинутої екосистеми для розвитку технологічного бізнесу.
- 25 березня Kharkiv IT Cluster представив ключові пріоритети для розвитку ІТ-сектору на конгресі «Реформа системи публічних фінансів — шлях до Відновлення України».
- 4 квітня відбувся на Харківщині відбувся регіональний економічний форум, де Kharkiv IT Cluster представив позицію IT-спільноти щодо економічного відновлення регіону.
- 10 квітня – візит Зеленського до Харкова: презентація економічної платформи «Зроблено в Україні» та зустріч з підприємцями та Kharkiv IT Cluster.
- 11 квітня – онлайн-виступ на 5 каналі, тема – закон про мобілізацію, бронювання айтівців.
- 11 квітня – онлайн-зустріч "Кластерна економіка, розробка дотичного законодавства" (за участі Мінекономіки).
- 17 квітня та 24 квітня – зустріч "Коаліції галузевих та бізнес-спільнот Харкова"
- 22 квітня - 26 квітня – виступи на панельних дискусіях виставки-ярмарку Hannover Messe в Німеччині
- 18 квітня 2024 року Харківський ІТ Кластер спільно з Національним агентством із забезпечення якості вищої освіти презентував новий сезон проєкту «Система сертифікації ІТ-дисциплін»‎.
- Спільнота Kharkiv IT Cluster узяла участь розробці майнора «ІТ-адвокація» у межах освітньо-професійної програми «Право» Національного юридичного університету імені Ярослава Мудрого.
- з 23 по 26 квітня у Чехії в рамках проєкту Export Alliance APPAU відбулася успішна бізнес-місія, де Kharkiv IT Cluster представив українську ІТ-індустрію.
- 3 травня – модерація технологічної конференції від Diia.City.Union "Tech Ecosystem Summit".
- 7-8 травня – European Cluster Conference 2024, конференція кластерних менеджерів Європи в Брюсселі.
- 10 травня – благодійний вечір видання про IT "AIN.UA".
- 23 травня – івент щодо дорожньої карти цифрової трансформації МСП від GIZ та OECD.
- 6 червня - відкриття безпечного навчального простору в ХНУРЕ. Створення середовища для безпечного та якісного навчання під час війни, що підвищує доступ до освіти та сприяє підготовці нових фахівців у сфері ІТ.
- 18 червня - участь в Ukrainian Tech Meeting. Зміцнення зв'язків із ключовими гравцями українського технічного сектору, сприяючи обміну досвідом та створенню нових партнерств для подальшого розвитку індустрії.
- 27 червня - участь у конференції «Українські кластери: будуємо майбутнє разом», організатор – Kyiv School Of Economics. Обговорення ролі кластерів у відновленні та розвитку економіки, що є ключовим для створення стабільної бізнес-екосистеми в Україні.
- 3 липня - Summer General Meeting 2024. Центральна подія року для Kharkiv IT Cluster, що сприяє зміцненню спільноти, обговоренню результатів та плануванню нових проектів.
- 22 липня - участь у форсайті «Розвиток інфраструктури підтримки мікро, малого та середнього бізнесу, включаючи бізнес-асоціації». Внесок у розвиток та підтримку малого та середнього бізнесу, що є ключовим фактором для економічного зростання та стійкості країни.
- 23 липня - виступ на Комітеті з питань Дія.City. Важлива можливість вплинути на формування політики та сприяти поліпшенню умов для розвитку технологічного бізнесу в Україні.
- 25 липня - старт підготовки для створення EDIH у Східній Україні. Ініціатива, що спрямована на створення інноваційного хабу, який підвищить конкурентоспроможність регіону та залучення нових технологій у бізнес.
- 2 cерпня — розгорнуте аналітичне інтерв’ю для Delo.UA про ринок ІТ, роботу спільноти та Харків, як провідний ІТ-ХАБ
- 5 серпня — Kharkiv IT Cluster долучився до розробки Ситуаційного центру — інноваційного інструменту для моніторингу та швидкого реагування на загрози й надзвичайні ситуації в місті, який працює завдяки координації дій усіх екстрених служб та військових в кризових ситуаціях.
- 13 серпня — Прямий ефір для ITVDN на каналі CodeUA про те, як живе харківське ІТ-співтовариство в умовах війни та успішні проєкти та кейси.
- 27 серпня — на засіданні Національного агентства команді Kharkiv IT CLuster урочисто вручили подяки за значний внесок у розвиток та підвищення якості освіти в Україні.
- 31 серпня — Kharkiv IT Cluster взяв участь у стратегічній сесії Мінціфри, ІТ Асоціації, Lviv IT Cluster. ВПливаємо на розвиток ІТ бізнесута формуємо вектори економічного майбутнього всієї країни
- 3 вересня — Kharkiv IT Cluster взяв участь у конференції Ukraine Future Tech, організованій Європейською Бізнес Асоціацією та Diia.City.Union. Учасники заходу обговорили шляхи розвитку ІТ-індустрії, яка є критично важливою для майбутнього нашої країни.
- 04 вевресня — Ольга Шаповал виступила на Раді проректорів при Міністерство освіти і науки України та поділитися досвідом Харківського ІТ Кластера та нашим баченням перспектив співпраці науки та ІТ-бізнес
- 20 вересня — Kharkiv IT CLuster на Brave Summit, події, яка об’єднала підприємців, громадських активістів і представників влади в Україні. Її мета полягала в обговоренні актуальних викликів, з якими зіштовхується суспільство, та пошуку шляхів їх розв’язання. Це платформа обміну ідеями та досвідом для сприяння розвитку інноваційних рішень. Захід відбувся в інноваційному центрі Промприлад в Івано-Франківську.
- 9 жовтня Kharkiv IT Cluster здобув престижну міжнародну нагороду ECEI Bronze Label від Європейського секретаріату кластерного аналізу (ESCA). Ця відзнака підтверджує операційну досконалість кластеру, високі стандарти управління та здатність до постійного розвитку. Отримання нагороди надає нові можливості для розвитку технологічного бізнесу в Харкові, компаній-учасників кластеру та міста загалом.
- 9 грудня відбувся Форум із цифрової трансформації, що зібрав понад 300 учасників із різних регіонів Лівобережної України, зокрема Харківської, Полтавської, Сумської, Дніпропетровської та Запорізької областей. Серед гостей — керівники малого та середнього бізнесу (МСП), представники громад і стратегічних секторів економіки, а також експерти державних та міжнародних організацій.
- 9 грудня на Форумі із цифрової трансформації стартував міжнародний проєкт Eastern Ukraine EDIH (European Digital Innovation Hub), який реалізується за підтримки Європейського Союзу, ПРООН та GIZ. Цифрові технології здатні докорінно змінити підхід до відбудови економічної інфраструктури, виробництва, енергетики та сільського господарства, а також стати базою для «розумних» міст (Smart Сity), які підвищать якість життя та безпеку громад.

## Про організацію
Kharkiv IT Cluster — це динамічна спільнота, яка об'єднує передові українські IT-компанії, освітні заклади та владу. Це ІТ-екосистема, що змінює технологічний ландшафт України та створює майбутнє.
Місія: розвивати екосистему для технологічного бізнесу — rooted in Kharkiv, expanding globally!
Візія: трансформувати українську IT-індустрію, створюючи унікальні можливості для росту.
Візія: трансформувати українську IT-індустрію, створюючи унікальні можливості для росту.
Цінності:
Прозорість — відкрито ділимося інформацією, сприяючи взаємній довірі та спільному успіху.
Інновації — заохочуємо новаторські ідеї та підходи.
Співпраця — віримо в силу об'єднаних зусиль та партнерства.
Розвиток — стежимо за тим, щоб кожна компанія та кожен учасник спільноти мав можливість розвитку.

## Напрями роботи
Кластер працює за шістьома основними напрямками діяльності:
Масштабування бізнесу. Сприяння збільшенню продажі та залученню інвестицій завдяки нетворку з міжнародними бізнес-спільнотами та ІТ-партнерствам.
Безпека та захист. Юридична підтримка та консультації по ключових для ІТ питаннях, а також у захисті інтересів на регіональному, національному та міжнародному рівнях.
Ексклюзивний нетворкінг. Спільнота керівників понад 520 ІТ-компаній та партнерів для розширення мережі зв'язків та цінних партнерств.
Пошук талантів. Доступ до партнерської мережі зі 160+ ІТ-університетів, коледжів, шкіл за-для розвитку Employer Brand
Бонуси та подарунки. Унікальні пропозиції партнерів, підтримка в залученні грантів.
Соціальні ініціативи. Благодійні проєкти IT4Life.

### Проєкти організації

#### Освітні проєкти
- Портал Абітурієнта – діджитал-помічник для тих, хто шукає заклад з ІТ-освіти для вступу. У порталі зібрані всі заклади освіти Харкова, які спеціалізуються на підготовці ІТ-спеціалістів.
- Поступай в ХА — проєкт, спрямований на популяризацію ІТ-освіти та залучення абітурієнтів на ІТ-спеціальності ЗВО Харкова, серія online-зустрічей абітурієнтів з представниками університетів та ІТ-компаній.
- Parents2IT — проєкт орієнтований на батьків абітурієнтів, основна задача проєкту полягає в інформуванні батьків школярів щодо можливостей в ІТ-індустрії.
- Kids2IT — серія профорієнтаційних ігор, спрямованих показати учням шкіл, що в ІТ не лише програмісти, та мотивувати їх обирати ІТ як сферу майбутньої професії. Під час гри під наглядом менторів підлітки діляться на команди та створюють прототип власного стартапу.
- Teachers2IT — проєкт з підвищення кваліфікації для вчителів інформатики та математики. В основі проєкту – курси, які ведуть для вчителів представники ІТ-компаній.
- Open IT — ІТ-клуб серія безкоштовних навчальних воркшопів про професії в IT для молоді. Воркшопи та лекції проводять представники ІТ-компаній.
- Junior Club — це закритий ІТ-клуб для молоді де учасники прокачують soft-skills.
- Boot Camp – проєкт, направлений на отримання студентами практичного досвіду в IT-галузі під керівництвом кураторів від провідних IT-компаній Харкова.
- Guest Edu — гостьові лекції в університетах на запит компанії та ЗВО.
- Tech Edu Up — проєкт, що спрямовано на підвищення якості освіти на ІТ-спеціальностях у ЗВО та коледжах Харкова.
- IT School Level Up — проєкт, який допомагає підвищити якість освіти в IT-школах Харкова й працевлаштувати їхніх кращих студентів.
- Hard Skills Exam — проєкт, який ставить на меті покращення якості ІТ-курсів та їх відповідність вимогам ринку та ІТ-бізнесу, для працевлаштування випускників курсів.
- IT Kharkiv: Open4talents та Поступай в ХА
- Підтримка олімпіад та конкурсів — проєкт з підвищення рівня залученості талановитих дітей до профільного олімпіадного руху (математика, програмування, інформаційні технології, тощо) та зміцнення позиції Харківського регіону на міжнародному рівні.

#### Нетворкінгові проєкти
- C-level CommunITy – закрита українська спільнота для керівників ІТ-бізнесу, створена для швидкого реагування на суспільні та економічні виклики, а також для неформального спілкування.
- Legal CommunITy – онлайн або офлайн захід, на якому спікер (юрист, адвокат) разом з представниками ІТ-компаній розбирає актуальні legal-питання для ІТ-бізнесу.
- Team Lead CommunITy – серія зустрічей для Team Lead із запрошеними експертами провідними фахівцями провідних українських IT-компаній.
- Tech Women CommunITy – це клуб, у якому жінки на менеджерських посадах у ІТ обговорюють спільні виклики і знаходять вирішення.
- Інвестиційний клуб – проєкт, у якому в форматі нетворкінгу і дискусії обговорюють, як працюють сучасні інвестиції.
- Мітапи Kharkiv PR communITy — відкриті мітапи PR communITy для мемберів з метою обміну знаннями, досвідом і контактами.
- Мітапи HR CommunITy — це серія відкритих зустрічей для HR-фахівців. У якості спікерів виступають провідні фахівці топових українських IT-компаній.
- IT-бранч — зустрічі для C-level для обговорення актуальних для IT-компаній тем.
- IT Sales community — закрита спільнота для учасників Кластера, які працюють в ІТ-продажу.
- Kharkiv IT Research — проєкт із дослідження й аналітики ІТ-ринку та прогнозів, варіантів роботи з ними, а також масштабний івент із презентації результатів.
- IT4MEDIA – двомісячна навчальна програма Kharkiv IT Cluster та EPAM Ukraine. Завдяки ній учасники програми дізналися, як зробити процес цифровізації більш прозорим та вдосконалювати свої знання у IT-галузі.
- EdTech CommunITy — це професійне ком’юніті освітніх компаній: ІТ-шкіл та ІТ-курсів, що є учасниками Kharkiv IT Cluster.
- New Members Welcome — закрита привітальна подія для учасників Харківського ІТ Кластера, які щойно долучились до організації.
- Експортний ІТ-альянс — проєкту для розширення ІТ-інфраструктури регіону та підвищення його репутаційного рівня, як ключової ІТ-локації на вітчизняному й міжнародному інформаційному просторі із залученням представників вітчизняного та міжнародного бізнесу, інвесторів і молодих талановитих спеціалістів. Проєкт передбачає участь у міжнародних виставках, торгових місіях, запрошення іноземних потенційних клієнтів та інвесторів.
- Міжнародна інвестиційно-маркетингова ІТ-конференція — це захід, організований у межах проєкту «Експортний ІТ-альянс», що направлений на залучення іноземних клієнтів та інвесторів.
- Teachers CommunITy — професійний клуб для вчителів інформатики та математики у школах з метою підвищення та актуалізації знать та методів викладання.
- Рrofessors CommunITy — професійний клуб для викладачів технічного напрямку з метою актуалізації знань та впровадження нових методів навчання.

## Учасники та партнери
Станом на січень 2023 до Кластера входять понад 250 організацій зі всієї України. Серед них: SoftServe, NIX solutions, Sigma Software, CodeIT, Promodo, AltexSoft тощо.

## Екосистема благодійних ініціатив
Благодійний фонд IT4Life підтримує Збройні Сили України та допомагає мешканцям допомагають Харкову та області під час війни, долають інші локальні виклики.

## Про проєкт
Проєкт IT4Life — благодійний фонд від Kharkiv IT Cluster, виник у 2020 році з однією метою — підтримати Харківський регіон під час пандемії COVID-19. Зараз ІТ-компанії учасники Kharkiv IT Cluster та наша команда зосередили увагу на допомозі Збройним Силам України та мирному населенню.

## Як працює фонд
З цивільними:
- Аналіз потреб харків’ян та класифікація їх за напрямом допомоги.
- Розподіл запитів поміж волонтерами.
- Збір гуманітарної допомоги та координація доставки.
- Поновлення запасів та закупівля продуктів, ліків, засобів гігієни.

З військовими:
- Комунікація з командуванням підрозділів та отримання запитів на допомогу.
- Пріоритизація їх відповідно до ситуації на фронті та ресурсів фонду.
- Організація передачі допомоги та укладання відповідних актів.

## Діяльність Харківського IT Кластеру
За роки своєї роботи кластер став голосом IT-індустрії на національному та міжнародному рівнях.

### В Україні
В Україні кластер співпрацює з ЗВО через освітній проєкт «Mastis», що створений для вдосконалення магістерської програми підготовки..
Харківський IT Кластер у листопаді 2019 року за кількістю компаній та спеціалістів випереджає інші ІТ-об'єднання України, поступаючись лише Києву.

### За кордоном
Для всіх ІТ-кластерів України характерним є відсутність відображення ситуації щодо співробітництва з іноземними асоціаціями в ІТ-галузі. Відомо про початок співпраці з ІТ сектором Латвії у 2020 році.

## Рекомендована література
- Репп Г. І. Аналіз кластерного розвитку регіонів України станом на 2018 рік //Вісник Національної академії державного управління при Президентові України. Серія: Державне управління. — 2018. — №. 3. — С. 85-90.
- Паламарчук О. М., Євтушенко Н. М. ЕКОНОМІЧНІ КЛАСТЕРИ В УКРАЇНІ: ПРОБЛЕМИ ТА ПЕРСПЕКТИВИ // The 2nd International scientific and practical conference «Fundamental and applied research in the modern world»(September 23-25, 2020) BoScience Publisher, Boston, USA. 2020. 578 p. — 2020. — С. 465.
- Панфілова Д. А. Вихід IT галузі Харківського регіону на загальноєвропейський ринок: реалії та перспективи / Д. А. Панфілова // Стратегії розвитку Харківської області на період 2021—2027 років: зб. наук. пр. за матеріалами круглого столу, 23 січня 2020 року– Харків: НДІ ПЗІР НАПрН України, 2020. — С. 74–78.
- Чорний Д. Харків як об'єкт урбаністичних студій: контексти, підсумки, нові орієнтири // Вісник ХНУ імені ВН Каразіна. Серія «Історія України. Українознавство: історичні та філософські науки». — 2018. — Т. 26. — С. 157—164.